# Saint-Alpinien
Saint-Alpinien é uma comuna francesa na região administrativa da Nova Aquitânia, no departamento de Creuse. Estende-se por uma área de 15,21 km². Em 2010 a comuna tinha 280 habitantes (densidade: 18,4 hab./km²).